# Künstlerhaus Edenkoben
Das Künstlerhaus Edenkoben hat die Aufgabe, Kunst und Kultur zu fördern. Dies geschieht durch ein Veranstaltungsprogramm, durch die Vergabe von Stipendien und die Edition von Buchreihen.

## Geschichte, Lage und Räumlichkeiten
Zur Förderung von Kultur und Kunst gründete das Kultusministerium Rheinland-Pfalz 1987 das Künstlerhaus, das zunächst im Herrenhaus Edenkoben, Klosterstraße 175 untergebracht wurde. Nach der Sanierung der in den Weinbergen gelegenen Bergelmühle, die 1995 von der Stiftung Rheinland-Pfalz für Kultur erworben wurde, zog das Künstlerhaus wegen Meinungsverschiedenheiten zwischen dem Besitzer des Herrenhauses, Konrad Stahl, und dem Träger 1997 dort ein. Das Haus liegt auf der Klosterstraße 181 in Edenkoben. Neben dem Hauptgebäude gehören zum Gelände ein Veranstaltungssaal, mehrere Ateliergebäude und ein Garten mit Obstwiese, dort befindet sich seit 2023 eine Büste von Berthold Roland. Das Künstlerhaus enthält vier Wohnungen für Stipendiaten, mehrere Gästezimmer, eine Druckwerkstatt sowie eine Bibliothek. Es wird durch jährliche Zuschüsse der Stiftung finanziert. Der Leiter ist seit Anfang 2025 Björn Hayer, dessen Arbeit von einem Beirat und einem Förderkreis unterstützt wird. Er löste Hans Thill ab, der diese Position 14 Jahre innehatte.

## Aufgaben
Das Künstlerhaus führt ein eigenes Veranstaltungsprogramm durch mit den Schwerpunkten zeitgenössische Literatur, vor allem Lyrik, sowie Bildende Kunst und Musik. Es ist – durch die Anwesenheit der Stipendiaten – nicht nur ein Arbeits- und Wohnplatz für Lyriker, Autoren, Übersetzer, Künstler und Musiker, sondern auch ein Begegnungsort für an Kunst und Literatur Interessierte. Es gibt gemeinsame Projekte mit den benachbarten französischen Kollegen und Einrichtungen und eine intensive Zusammenarbeit mit zahlreichen Kulturstätten in Deutschland, zum Beispiel mit dem Arp Museum Bahnhof Rolandseck, dem Literaturhaus Berlin und dem Südwestrundfunk. Ferner werden einige Buchreihen herausgegeben, darunter als Resultat der Übersetzerwerkstatt auch zweisprachige Bücher.

## Stipendien

### Vergabepraxis und Stipendienleistungen
Jährlich werden bis zu zwölf Künstler vom rheinland-pfälzischen Kulturminister zu einem zwei- bis fünfmonatigen Stipendium eingeladen; eigene Bewerbungen sind seit 2014 möglich. Es gibt jährlich zwei Zeiträume für Stipendien (1. und 2. Halbjahr). Der Bewerbungszeitraum für Stipendien im ersten Halbjahr ist vom 1. März bis 30. April des Vorjahres; der Bewerbungszeitraum für Stipendien im zweiten Halbjahr ist vom 1. August bis 30. September des Vorjahres. Die Stipendiaten erhalten 1200 Euro monatlich sowie neben freiem Aufenthalt in den komplett eingerichteten Wohnungen und Ateliers die Erstattung der An- und Abreisekosten. Es besteht Residenzpflicht. Die Künstler haben die Möglichkeit, ihre Arbeiten vor- beziehungsweise auszustellen.

### Stipendiaten
Nahezu 200 Gaststipendiaten aus Deutschland, Frankreich, Italien, Österreich, Polen und anderen Ländern wohnten bisher im Künstlerhaus, unter anderem die Schriftsteller Ute Bales (2023), Norbert Lange (2009), Jan Peter Bremer (2008), Ralf Thenior (2006), Marcus Hammerschmitt (2004), Hans Christoph Buch (2003), Michael Buselmeier (1994), Elke Erb (2002), Ulrike Draesner (2001), Guntram Vesper (1994) und Theresia Walser (2004), Olga Martynova (2007/2024), der Bildende Künstler Michael Jäger (2004), die Malerin Katharina Grosse (1998), der Maler Fabian Bohnmann (2007), der polnische Musiker Vitold Rek (2001) sowie der Komponist Ulrich Schultheiss (1994).

## Publikationsreihen

### Poesie der Nachbarn
Diese wichtige Reihe, von der bis 2014 26 Bände erschienen sind, trägt den Titel „Poesie der Nachbarn – Dichter übersetzen Dichter“. Jede Ausgabe ist das Ergebnis eines europäischen Lyrikertreffens. Die zweisprachigen Ausgaben, herausgegeben von Gregor Laschen und seit dem Jahr 2000 von Hans Thill, erscheinen in der „edition die horen“ (Band 1–15), bzw. im Verlag Das Wunderhorn (Band 16ff.).

### Deutsche Reise nach Plovdiv
Jährlich erscheint ein Lyrik- oder Prosaband von deutschen Schriftstellern, die ein Arbeitsstipendium im Künstlerhaus in Plovdiv hatten. Die von Hans Thill herausgegebenen Bücher erscheinen im Heidelberger Verlag Das Wunderhorn.

### Edition Künstlerhaus
In dieser bibliophil aufgemachten und von Michael Buselmeier herausgegebenen Reihe werden sowohl noch wenig bekannte als auch renommierte Autoren wie beispielsweise Hans Bender, Ludwig Harig oder Walter Helmut Fritz mit Gedichten und Kurzprosa vorgestellt.

### Weitere Publikationsreihen
Mit den Veröffentlichungen in der Reihe „Dialogue“ findet ein kultureller Austausch zwischen Künstlern und Schriftstellern aus den Grenzregionen des Elsass und der Pfalz statt. Regionale poetische Besonderheiten, zum Beispiel die zeitgenössische sorbische Literatur, werden in „Poesie Visavis“ gefördert. Ferner erscheinen zu besonderen Anlassen Ausgaben der Porträtreihe „Künstlerhaus Broschur“.